# Stazione di Namegawa
La stazione di Namegawa (滑河駅?, Namegawa-eki) è una fermata ferroviaria situata nella città di Narita, nella prefettura di Chiba, in Giappone. La stazione è servita dalla linea Narita della JR East.

## Linee e servizi
East Japan Railway Company
■ Linea Narita

## Struttura
La stazione è dotata di due marciapiedi laterali con due binari passanti in superficie, collegati al fabbricato da una passerella.
| 1 | ■ Linea Narita | per Sawara, Omigawa, Sasagawa e Chōshi |
| 2 | ■ Linea Narita | per Narita, Sakura, Chiba e Tokyo      |

## Stazioni adiacenti
| «            | Servizio      | »              |
| Linea Narita | Linea Narita  | Linea Narita   |
| ------------ | ------------- | -------------- |
| Kuzumi       | Tutti i treni | Shimōsa-Kōzaki |